# Moulin à vent du Gué-Robert
Le moulin à vent du Gué-Robert est un moulin situé en France sur la commune de Valanjou, dans le département de Maine-et-Loire en région Pays de la Loire.
Il fait l'objet d'une inscription au titre des monuments historiques depuis le 10 juin 1975.

## Localisation
Le moulin est situé dans le département français de Maine-et-Loire, sur la commune de Valanjou.

## Description
C'est un moulin à vent type « cavier », c'est-à-dire qu'il est composé de la hucherolle de bois surmontant une tour conique dont la base est entourée d'un remblai abritant la cave. La hucherolle est accessible par une lourde échelle extérieure qui permettait également d'orienter l'ensemble mobile en fonction de la direction des vents. Les ailes, à l'origine, étaient habillées de toile que le meunier « pouillait et dépouillait » selon les nécessités. Dans les années 1850, fut mis au point le système avec planches réglables commandées par un système de tringlerie, ce qui permettait d'adapter la « voiture » des ailes à la force des vents.

## Historique
Détruit en 1794, il fut reconstruit au début du XIXe siècle. Dans les années 1860, sa tour, ou massereau a été considérablement rehaussée, pour offrir davantage de prise au vent, et ceci grâce à l'invention de Pierre Théophile Berton d'Angers, qui remplaça les ailes à toiles par des ailes à planches.
L'édifice est inscrit au titre des monuments historiques en 1975.